# Aspirateur

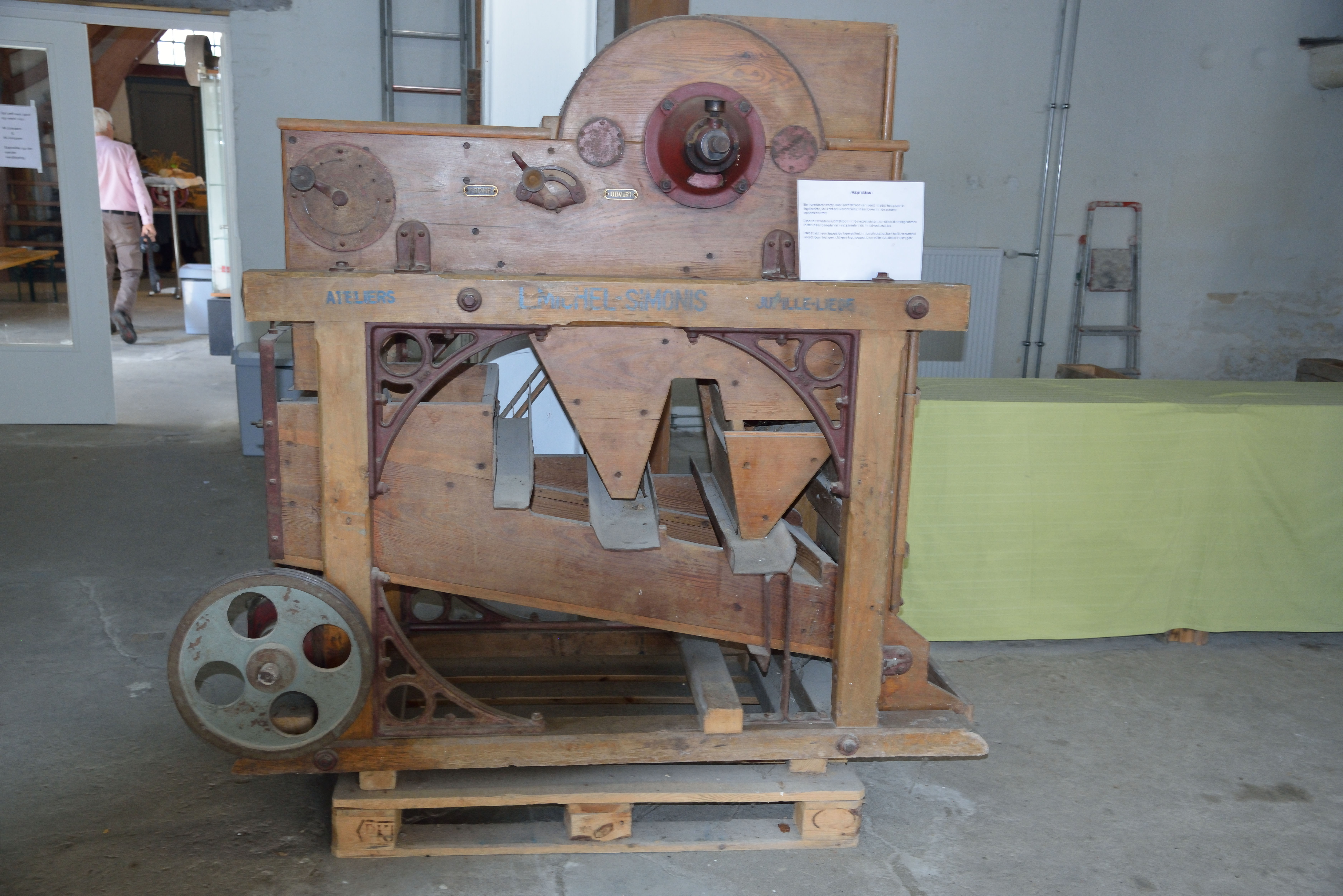
Aspirateur

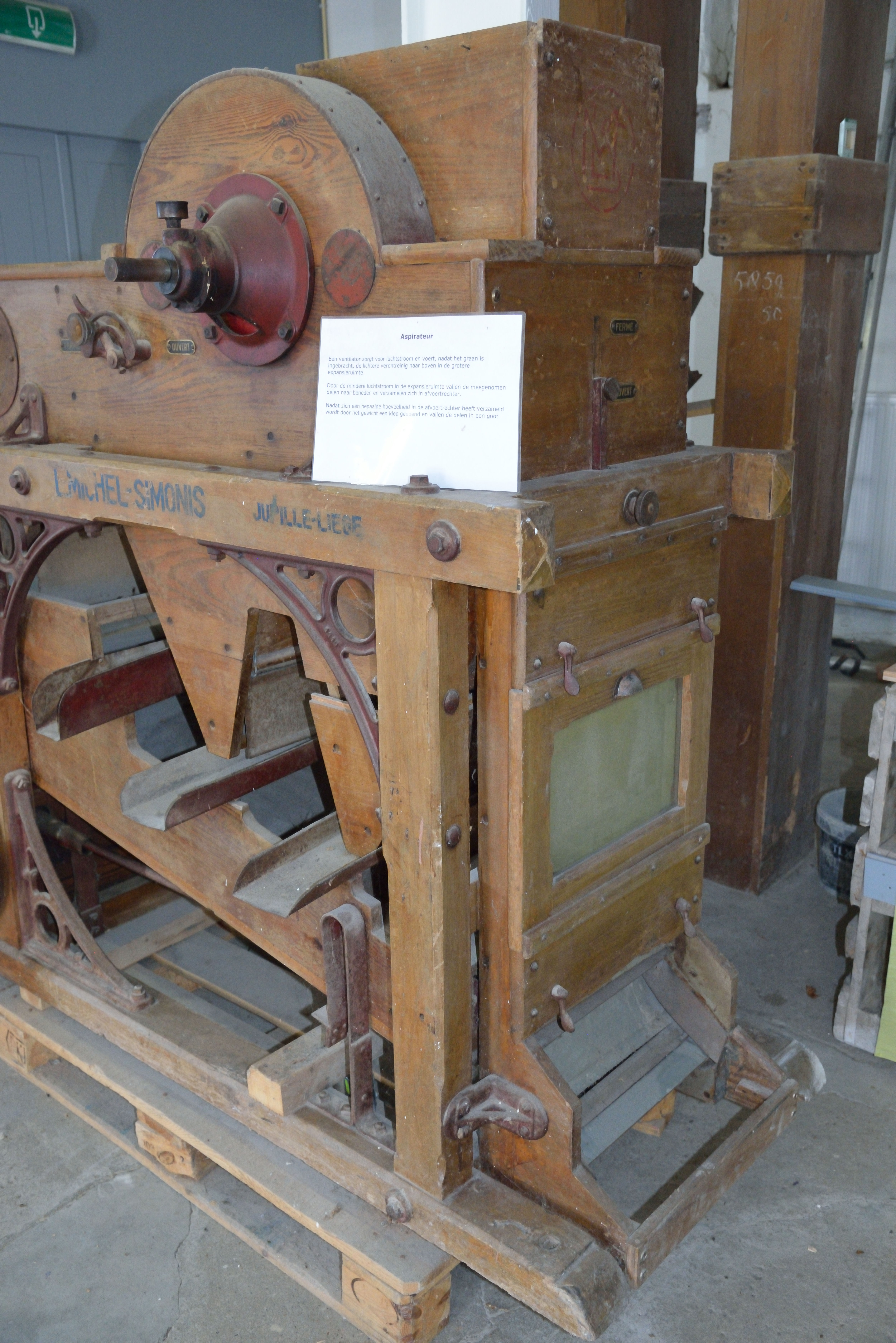
Aspirateur

Een aspirateur (stofzuiger) is een apparaat voor het reinigen van graan en wordt onder andere in korenmolens gebruikt.
Een door een ventilator opgewekte luchtstroom zorgt ervoor dat de lichtere deeltjes in het graan naar boven in een expansieruimte worden geblazen. In de expansieruimte vallen ze vervolgens naar beneden in een afvoertrechter. Na een bepaald gewicht aan verontreinigingen opent een klep en vallen de verontreinigingen in een goot en worden ze afgevoerd.